# Il mastino di Baskerville (film 2000)
Il mastino di Baskerville, noto anche con il titolo Sherlock Holmes - Il mastino di Baskerville (The Hound of the Baskervilles) è un film per la televisione del 2000 diretto da Rodney Gibbons e liberamente ispirato al romanzo Il mastino dei Baskerville, scritto da Sir Arthur Conan Doyle nel 1901.

## Trama
Secondo la leggenda, da oltre tre secoli il fantasma di un orribile mastino infesta le campagne inglesi del Devon, tormentando a causa di un'antica maledizione il nobile casato dei Baskerville. Dopo la morte di Sir Charles, deceduto in seguito ad un forte attacco di cuore, secondo molti causato dall'apparizione del fantomatico fantasma, il titolo e le proprietà dei Baskerville passano al giovane Sir Henry, che su consiglio di un amico di famiglia, il dott. Mortimer, si rivolge a Sherlock Holmes per sventare una volta per tutte la superstizione che regna nella regione. Holmes incarica quindi il dottor Watson di recarsi insieme a Sir Henry nel Devonshire per indagare sull'accaduto.

## Produzione
Il film è il primo di quattro adattamenti televisivi realizzati da Muse Entertainment in associazione con Hallmark Entertainment e tratti dai celebri romanzi di Sir Arthur Conan Doyle. Matt Frewer interpreta per la prima volta il personaggio di Sherlock Holmes, affiancato da Kenneth Welsh nel ruolo del dottor Watson.
A Il mastino di Baskerville sono seguiti Il segno dei quattro e Scandalo in Boemia nel 2001 e Il vampiro di Whitechapel   nel 2002.

## Distribuzione
Trasmesso in Canada il 28 ottobre 2000 sulla rete CTV, il film è andato in onda per la prima volta in Italia il 7 febbraio 2004 in tarda serata su Italia 1.
L'interpretazione di Matt Frewer non è stata particolarmente apprezzata, né dalla critica né dai fan del personaggio, ed è stata definita come la "peggior interpretazione mai realizzata di Sherlock Holmes".
Si tratta del primo di quattro film televisivi su Sherlock Holmes realizzati da Hallmark Channel e interpretati da Matt Frewer, gli altri titoli sono:
- Il segno dei quattro (2001)
- Scandalo in Boemia (2001)
- Il vampiro di Whitechapel (2002)